# أليسون أوليفر
أليسون أوليفر (بالإنجليزية: Alison Oliver)‏ (مواليد 3 يونيو 1997 في كورك، أيرلندا) هي ممثلة إيرلندية، اشتهرت بدورها في مسلسل محادثات مع الأصدقاء الذي عرض على قناة بي بي سي ثري وهولو.

## روابط خارجية
- أليسون أوليفر على موقع IMDb (الإنجليزية)